# Buona Sera! Peter LeMarc Livslevande
Buona Sera! Peter LeMarc Livslevande är ett livealbum av Peter LeMarc från 1993.

## Låtlista
1. Här kommer din älskling!
2. Säg som det är
3. Det finns inga mirakel
4. Drivved
5. Vänta dej mirakel!
6. (prat: Förfrågningar)
7. Ett troget hjärta
8. Mannen i mitten
9. Ett av dom sätt
10. Mellan månen och mitt fönster
11. (Jag ska) Gå hel ur det här
12. Sången dom spelar när filmen är slut
13. (prat: Elvis hade rätt)
14. You're the devil in disguise
15. Från en husvagn i Bohuslän
16. Vaggsång kl.4
17. Evelina
18. Buona Sera

## Medverkande
- Peter LeMarc - (upphovsman, medverkande)
- Bill Giant - (upphovsman)
- Florence Kaye - (upphovsman)
- Carl Sigman - (upphovsman)
- Peter De Rose - (upphovsman)
- Werner Modiggård - Trummor
- Tony Thorén - Bas
- Pelle Sirén - Gitarr
- Sara Edin - Violin

## Listplaceringar
| Lista (1993) | Topplacering |
| ------------ | ------------ |
| Sverige      | 12           |